# 沙希德·阿弗里迪
沙希德·阿弗里迪（英語：Shahid Afridi，1975年3月1日—）是巴基斯坦板球运动员及板球國家隊的前隊長。阿弗里迪被认为是最出色的運動員之一。
板球之外，阿弗里迪亦是一名慈善家。2015年，他被評為全球頭20名最活躍於慈善活動的運動員之一。
2017年2月19日，他宣布在國際板球賽退役的消息。2019年，在自傳再次證實自己謊報年齡，他其實是在1975年出生。謊報年齡足足5年的原因是因為想為19歲以下國家隊出戰。
2020年，巴基斯坦爆發2019冠狀病毒病疫情。6月13日，他在社交媒體上表示自己被確診感染了2019冠狀病毒病。